# Вороньега
Вороньега (устар. Ворон-Ега) — река в России, протекает в Тюменской области. Устье реки находится в 100 км по правому берегу реки Кеум. Длина реки составляет 25 км. В 7 км от устья по правому берегу впадает река Малая Вороньега.

## Данные водного реестра
По данным государственного водного реестра России относится к Иртышскому бассейновому округу, водохозяйственный участок реки — Иртыш от впадения реки Тобол до города Ханты-Мансийск (выше), без реки Конда, речной подбассейн реки — бассейны притоков Иртыша от Тобола до Оби. Речной бассейн реки — Иртыш.